# Lester Lane
Lester E. Lane (Purcell, 6 maart 1932 – Norman, 5 september 1973) was een Amerikaans basketballer. Hij won met het Amerikaans basketbalteam de gouden medaille op de Olympische Zomerspelen 1960.
Lane speelde voor het team van de University of Oklahoma en de Wichita Vickers. Tijdens de Olympische Spelen speelde hij 8 wedstrijden, inclusief de laatste wedstrijd tegen Italië. Gedurende deze wedstrijden scoorde hij 45 punten.
Na zijn carrière als speler was hij werkzaam als coach. Hij was de coach van het Mexicaanse basketbalteam op de Olympische Zomerspelen 1968. Daarna trainde hij de Spaanse club Aguilas Bilbao. In 2010 werd het volledige Olympische team van 1960 toegevoegd aan de Basketball Hall of Fame.
3 Jerry West · 
4 Walt Bellamy · 
5 Bob Boozer · 
6 Terry Dischinger · 
7 Burdette Haldorson · 
8 Darrall Imhoff · 
9 Allen Kelley · 
10 Lester Lane · 
11 Jerry Lucas · 
12 Adrian Smith · 
13 Jay Arnette · 
14 Oscar Robertson · 
Coach Pete Newell